# Gutenbrunn (Gemeinden Langenwang, Mürzzuschlag)
Gutenbrunn ist ein Ort im Mürztal in der Steiermark, und Gemeindeteil der Stadtgemeinde Mürzzuschlag und der Marktgemeinde Langenwang, im Bezirk Bruck-Mürzzuschlag.

## Geographie
Die Siedlung Gutenbrunn liegt 4 Kilometer talauswärts vor Mürzzuschlag, am linken, südlichen Ufer der Mürz.
Der Ort verteilt sich auf die Ortschaft Hönigsberg von Mürzzuschlag und die Ortschaft Langenwang, gehört im Langenwanger Gemeindegebiet aber zur Katastralgemeinde Lechen, die sich vom Bergland (Fischbacher Alpen) bis an die Mürz zieht.
Gutenbrunn ist heute mit Hönigsberg, Zimmersdorf und Pichlwang weitgehend verwachsen.
Nachbarorte
|                                       | Hönigsberg (Gem. Langenwang)                | Hönigsberg (Gem. Mürzzuschlag)Zimmersdorf (Gem. Mürzzuschlag) |
|                                       | Kompassrose, die auf Nachbargemeinden zeigt | Lechen (Gem. Langenwang)                                      |
| Pichlwang (Gem. Langenwang)Langenwang | Strauß (Gem. Langenwang)                    |                                                               |

## Geschichte

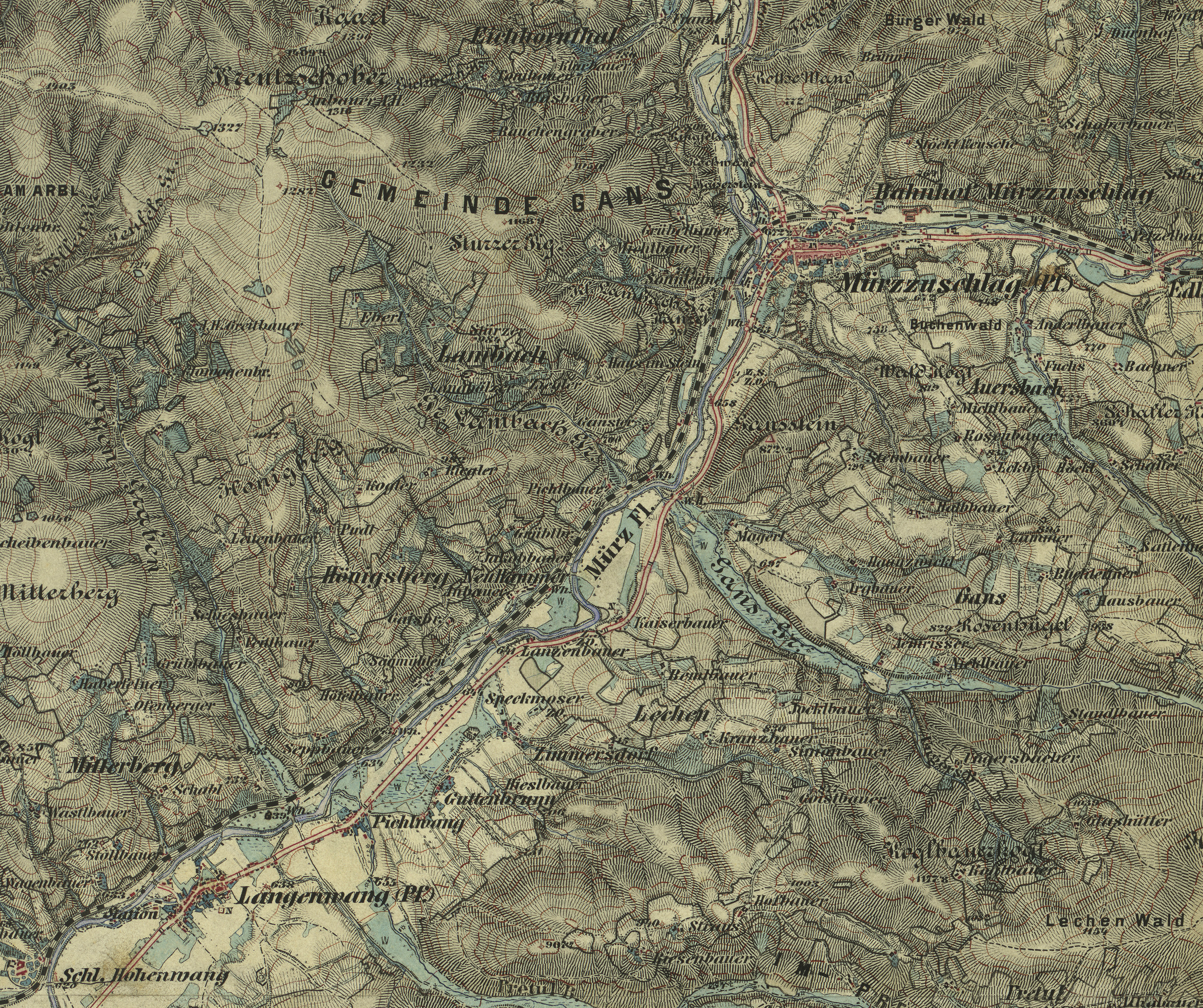
Mürzzuschlag – Langenwang um 1876 (Aufnahmeblatt der Landesaufnahme): Gutenbrunn, alter Ortskern (an der heutigen Gemeindegrenze), Lage nicht mehr an der zur Chaussee ausgebauten Semmeringstraße

Der Name (in älterem Kartenwerk Guttenbrunn) kommt vom kleinen Gutenbrunnbach und ist wörtlich zu sehen. Der Ort wurde wohl schon im 11./12. Jahrhundert gegründet, einer zweiten Periode intensiver Besiedelung im Mürztal (Langenwang und Pichlwang wurden vermutlich noch vor 900 begründet, Mürzzuschlag hat wohl slawische Wurzeln), und durch seine Lage an der Straße auf den Semmeringpass geprägt.
Als dann Hönigsberg ab den 1920ern um das Stahlwerk – dem ehemaligen Neuhammer von 1550/60, dann Bleckmann Stahlwerke/Böhler-Bleckmann, heute Böhler Bleche – als Werksiedlung schnell zu wachsen begann, wurde der kleine Ort zunehmend zum Ortsteil Hönigsbergs. 1940 wurden dann Gutenbrunn, Zimmersdorf und Hönigsberg von Langenwang der Stadt Mürzzuschlag eingemeindet.
Seit 1962 ist Hönigsberg eine eigene Pfarre.
1980–1985 wurde die Semmering Schnellstraße (S6) südlich des Orts errichtet.